# برايان رينولدز (مصمم ألعاب)
برايان رينولدز (بالإنجليزية: Brian Reynolds)‏ هو مصمم ألعاب أمريكي، ولد في 1967.